# Mike De Palmer
Michael Samuel De Palmer (Tampa, 17 ottobre 1961 – 7 agosto 2021) è stato un tennista statunitense.

## Carriera
In carriera ha vinto 6 titoli di doppio. Nei tornei del Grande Slam ha ottenuto il suo miglior risultato raggiungendo le semifinali di doppio agli US Open nel 1985, in coppia con il connazionale Gary Donnelly.

## Statistiche

### Doppio

#### Vittorie (6)
| N. | Anno | Torneo                           | Superficie  | Compagno             | Avversari in finale            | Punteggio     |
| 1. | 1985 | Livingston Open, Livingston      | Cemento     | Peter Doohan         | Eddie Edwards Danie Visser     | 6–3, 6–4      |
| 2. | 1985 | Vienna Open, Vienna              | Cemento     | Gary Donnelly        | Sergio Casal Emilio Sánchez    | 6–4, 6–3      |
| 3. | 1986 | Tokyo Indoor, Tokyo              | Sintetico   | Gary Donnelly        | Andrés Gómez Ivan Lendl        | 6-3, 7-5      |
| 4. | 1986 | Hong Kong Open, Hong Kong        | Cemento     | Gary Donnelly        | Pat Cash Mark Kratzmann        | 7–6, 6–7, 7–5 |
| 5. | 1986 | South African Open, Johannesburg | Cemento     | Christo van Rensburg | Andrés Gómez Sherwood Stewart  | 3-6, 6-2, 7-6 |
| 6. | 1989 | ATP Firenze, Firenze             | Terra rossa | Blaine Willenborg    | Pietro Pennisi Simone Restelli | 4-6, 6-4, 6-4 |